# 永井萠二
永井 萠二（ながい ほうじ、1920年5月4日 - 1993年9月6日）は、日本のジャーナリスト、児童文学作家。

## 略歴
東京生まれ。父の萬助は新聞記者。早稲田大学文学部社会学科卒業。在学中は早大童話会に所属。
1946年朝日新聞社に入社、戦後は出版局編集委員を務める。児童向けのノンフィクションやルポルタージュを執筆。
1956年『ささぶね船長』でサンケイ児童出版文化賞受賞。のち聖徳学園短期大学教授を務めた。墓所は多磨霊園。

## 著書
- 『南極にいどむ日本人 白瀬隊探検物語』（小峰書店） 1951
- 『新聞とラジオ』（三十書房、住みよい社会と私たちの生活） 1953
- 『ささぶね船長』（新潮社） 1955、 のちソノラマ文庫、フォア文庫
- 『スコット』（あかね書房、小学生伝記全集） 1959
- 『白鳥ねむるとき 童話風の手紙』（未来社） 1960
- 『ケネディ・チャーチル』（講談社、幼年世界伝記全集 1） 1964
- 『赤まんま 母たちにおくる話』（理論社、ほーむらいぶらりい） 1965
- 『南極観測隊の記録』（講談社、少年少女世界の名著） 1966
- 『勇気あるケネディ兄弟』（偕成社、世界のこどもノンフィクション） 1968
- 『雑草の歌 日本の片隅でのレポート』（光風社書店） 1968
- 『くにこいくにこい』（さ・え・ら書房、民話の絵本） 1971
- 『名もなき人びとの伝記』（大日本図書、大日本ジュニア・ブックス ノンフィクション） 1971
- 『サンアンツンの孤児』（フレーベル館、フレーベルこども文庫） 1972
- 『おとうさんはしんぶんきしゃ』（ポプラ社、しゃかいの絵本） 1972
- 『焼け跡は遠くなったか ある人生派記者の戦後体験ノート』（学芸書林、ボア・ブックス） 1975
- 『下町の屋根 画文集』（伸光社） 1977
- 『キムチの匂う街 ルポルタージュ 名もない人びとのさまざまな歳月』（太平出版社） 1979
- 『春風のなかの子ども ルポルタージュ 浮浪児からテレビッ子まで』（太平出版社） 1979
- 『見知らぬ人見知らぬ町 ルポルタージュ 国境の町から火の国へ』（太平出版社） 1980
- 『アムンゼン』（ぎょうせい、世界の伝記 2） 1981
- 『いちょう文庫の芽』（フレーベル館、いま、子どもたちは） 1983
- 『南極点をめざして』（ぎょうせい、世界ノンフィクション全集 25） 1984
- 『ハワイに開いた大輪のロマン 追想マカデミアナッツ・チョコレートの「滝谷守」』（大塚義通, 岡村寛編、M・A・Tトレーディング） 1989

## 翻訳
- 『子鹿物語』（ローリングズ、ぎょうせい、少年少女世界名作全集） 1983

## 参考
- 文藝年鑑1975